# Lee Curtis and the All-Stars
Lee Curtis and the All-Stars waren eine britische Beatgruppe aus Liverpool, die in den frühen 1960er Jahren Zeitgenossen und (kurzzeitig) lokale Rivalen der Band The Beatles waren. Angeführt von Peter Flannery, der den Künstlernamen Lee Curtis (geboren am 31. Oktober 1939 in Norris Green, Liverpool) benutzte, gehörten auch Pete Best und Wayne Bickerton zur Gruppe.

## Karriere
Ihre Ursprünge liegen in den Detours, einer Gruppe, die 1961 von Schulfreunden in Liverpool gegründet wurde. Darunter war auch der Leadsänger Peter Flannery, der einen von dem amerikanischen Sänger Curtis Lee abgeleiteten Künstlernamen annahm. Obwohl sie regelmäßig in der Gegend von Liverpool und Nordwales auftraten, lösten sich Lee Curtis und die Detours nach einigen Monaten auf. Flannery und sein Bruder und Manager Joe, der zuvor als Sänger mit dem Joe Loss Orchestra gearbeitet hatte, beschlossen, eine neue Gruppe zu gründen, die Lee Curtis and the All-Stars heißen sollte. Mitte 1962 rekrutierten sie Bandmitglieder aus anderen örtlichen Gruppen. Die ursprünglichen Mitglieder waren Frank Bowen (Leadgitarre), Tony Waddington (Rhythmusgitarre), Wayne Bickerton (Bass) und Bernie Rogers (Schlagzeug). Als Pete Best jedoch von den Beatles entlassen wurde, beschlossen die Flannery-Brüder – offenbar ermutigt durch den Manager der Beatles, Brian Epstein –, auf Rogers zu verzichten und Best als Schlagzeuger der Gruppe einzusetzen. Gelegentlich traten sie auch mit der Sängerin Beryl Marsden auf. Am 12. Oktober 1962 traten „Lee Curtis and The All Stars“ neben Little Richard, der Band The Beatles und anderen Bands im Ballroom von New Brighton auf.
Ende 1962 war die Gruppe eine der erfolgreichsten in der Region und belegte in der jährlichen Umfrage der Musikzeitschrift Mersey Beat den zweiten Platz, hinter den Beatles, aber vor Gerry and the Pacemakers, den Searchers und anderen Gruppen, die später national und international bekannt wurden. Lee Curtis and the All-Stars wurden von Decca Records unter Vertrag genommen und veröffentlichten Anfang 1963 zwei Singles, Little Girl und Let’s Stomp. Beide schafften es jedoch nicht in die Charts. Mitte 1963 beschloss der Rest der Band, sich von Curtis zu trennen und The Original All-Stars zu gründen. Diese Gruppe wurde später zu den Pete Best Four, und einige Jahre später wurden Bickerton und Waddington zu den Autoren und Produzenten von The Rubettes.
1963 gründete Curtis eine neue Version der All-Stars mit Paul Pilnick (Leadgitarre), George „Porky“ Peckham (Rhythmusgitarre – in späteren Jahren ein bekannter Tontechniker), Dave „Mushy“ Cooper (Bass) und Don Alcyd (Schlagzeug). Die neue Besetzung nahm die Single I’ve Got My Eyes on You auf, steuerte zwei Titel zum Decca-Album Live at the Cavern bei und trat in Hamburger Clubs auf, löste sich aber bald darauf wieder auf. Curtis baute jedoch seine Popularität in den deutschen Clubs weiter aus und war ein Jahr lang im Star-Club zu Gast. Er nahm auch regelmäßig in Deutschland auf, obwohl die Besetzung seiner Begleitgruppe, der All-Stars, wiederholt wechselte.

## Spätere Jahre
Ende 1967 war Curtis Beifahrer in einem Auto, das auf dem Weg zu einem Konzert in Deutschland verunglückte, wobei er Kopfverletzungen erlitt. Nach einigen weiteren Auftritten beschloss er, sich aus dem Musikgeschäft zurückzuziehen, und kehrte nach Liverpool zurück. Später arbeitete er als Croupier und im Ford-Motorenwerk in Halewood, kehrte aber gelegentlich zu Konzerten in Liverpool und Deutschland zurück. 2007 trat er als Lee Curtis and The Bonds bei einer gut besuchten Musikveranstaltung in Cuxhaven auf, die anlässlich der Vorstellung des Buches We Got Our Kicks in Cux ’66 von Jens-Christian Mangels und Ralf Froehlich stattfand. Er lebte später in Southport und starb im Oktober 2023.